# Висотний стрибок з парашутом

Бійці Морські сили спеціального призначення США під час тренувального стрибка HALO, 2013 рік.

Висотний стрибок з парашутом — це метод доставки особового складу, військового обладнання тощо за допомогою десантування з транспортного літака на великій висоті.
Для такого десантування використовуються дві техніки, що англійською мовою називаються абревіатурами HALO (high altitude – low opening, що значить «велика висота [десантування] — низьке розкриття [парашута]») і HAHO (high altitude – high opening, «велика висота — високе розкриття»). При техніці HALO парашутист відкриває парашут на малій висоті після вільного падіння протягом певного періоду часу, тоді як у техніці HAHO парашутист відкриває парашут на великій висоті лише через кілька секунд після стрибка з літака.
Техніка HALO вперше була розроблена в 1960-х роках саме для військового використання, хоча останніми роками такі стрибки ширше використовувалися в невійськових цілях, зокрема спортивних.
У військових операціях HALO використовується для доставки обладнання, припасів або персоналу, тоді як HAHO зазвичай використовується виключно для десантування особового складу. Типова висота стрибка HALO/HAHO становить від 15 000 до 35 000 футів (4 600 і 10 700 м відповідно). Військові парашутисти досягають кінцевої швидкості 203 км/год, час стрибка (при техніці HALO) займає менше двох хвилин.

## High Altitude Low Opening– HALO

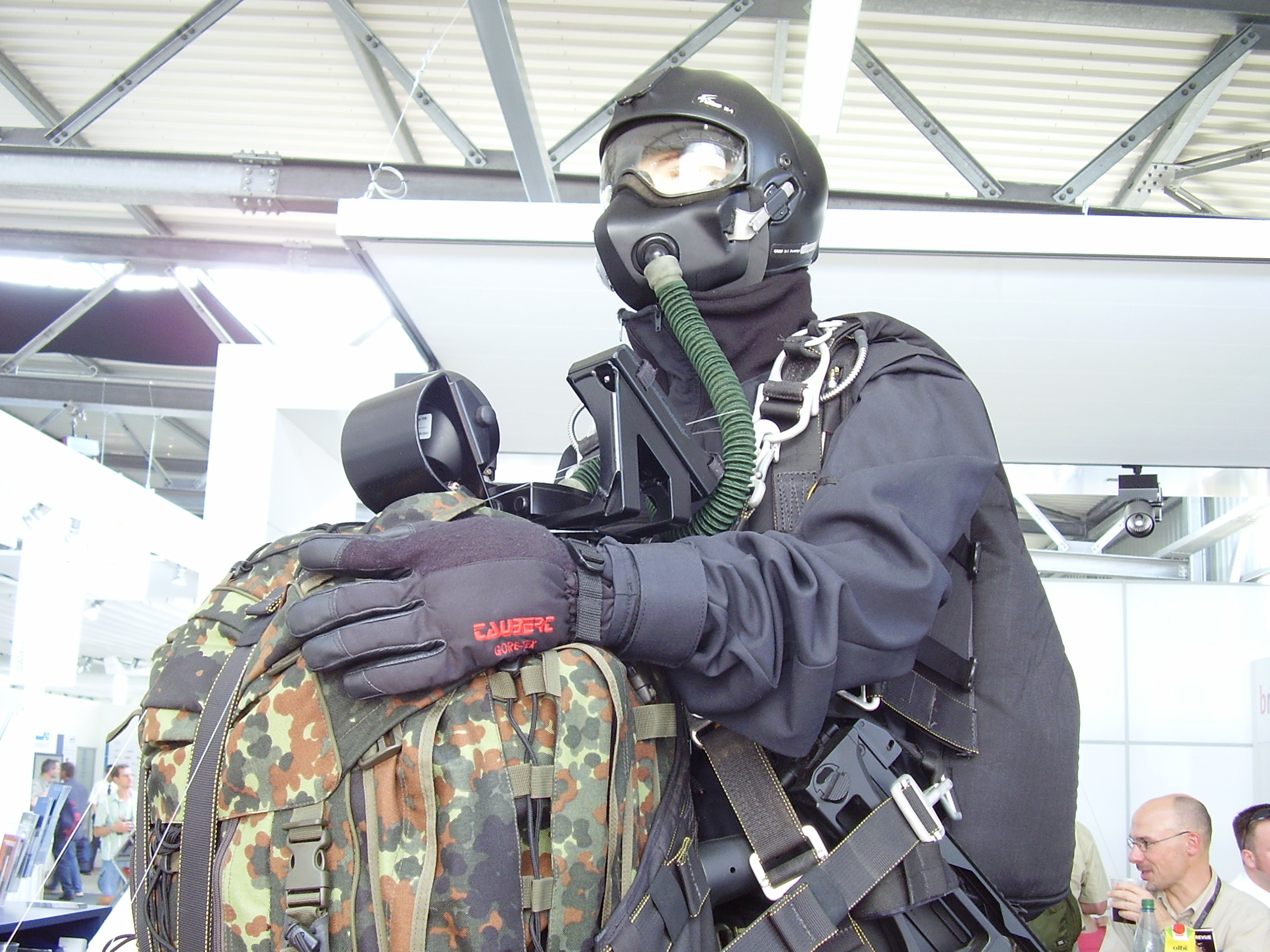
Десантник в обладнанні для стрибків HALO, ILA Berlin Air Show 2008

Витоки техніки HALO сягають 1951 року, часів Корейської війни. Джон Сінглауб, заступник начальника філії ЦРУ в Сеулі, пропонував використовувати літаки-бомбардувальники для десантування агентів під час таємних операцій ЦРУ. Сінглауб провів серію тестових стрибків для перевірки концепції на базі на острові Йонхендо, використовуючи літаки B-26 з переобладнаним для стрибків бомбовим відсіком. Після вдалих тестів Сінглауб орендував у ВПС літак L-19 Bird Dog і здійснив серію тестових стрибків HALO над річкою Хан.
У 1960 році ВПС Сполучених Штатів відновили експерименти щодо виживання пілотів, які катапультуються на великій висоті, які проводив ще наприкінці 1940-х — початку 1950-х років полковник Джон Степп. Степп, біофізик і лікар, брав участь у випробуваннях ракетних саней для вивчення впливу дуже сильних перевантажень. Він сам здійснив стрибок з висоти близько 45 000 футів (14 000 м). Пізніше він допоміг розробити висотно-компенсувальні костюми та катапультні крісла, які пілоти військових реактивних літаків використовують і по сьогодні. У рамках експериментів 16 серпня 1960 року полковник Джозеф Кіттінджер здійснив перший висотний стрибок з висоти 19,5 миль (31,4 км). Також серед консультантів і парашутистів-випробувачів оригінальної програми був Джо Кротвелл — друг Кіттінджера, парашутист-випробувач ВМС США.
Вперше ця техніка була використана під час війни у В'єтнамі для висадки на території Лаосу бійців розвідувальної групи MACV-SOG. «Морські котики» ВМС США, розширили застосування HALO, використавши її для доставки човнів та інших великих предметів.
HALO використовується для десантування припасів, обладнання і персоналу з великої висоти, на якій літаки можуть летіти у небі супротивника над діапазоном ураження ракетами «земля-повітря». У випадку, якщо поблизу зони десантування активна зенітна артилерія, техніка HALO також мінімізує загрозу зенітної зброї для парашутистів, зменшуючи ймовірність їх виявлення. При типовому десантуванні HALO парашутист стрибає з літака, вільно падає протягом певного періоду часу на максимальній швидкості та розкриває парашут на висоті 3000 футів (910 м). Висока швидкість падіння допомагає уникнення виявлення радаром і скорочує проміжок часу, протягом якого парашут може бути видимим для наземних спостерігачів.

## High Altitude High Opening– HAHO
Техніка HAHO використовується для десантування особового складу з великої висоти на ворожій території за обставин, коли таємний характер операції може бути порушений гучним звуком, з яким парашути розкриваються на малій висоті. Крім того, стрибки HAHO дозволяють подолати більшу відстань під час приземлення (понад 60 км) завдяки збільшеному часу польоту на парашуті. Стрибки HAHO здійснюються вночі (окрім тренувань).
При використанні техніки HAHO парашутист розкриває парашут одразу після виходу з літака. Для орієентування під час польоту з парашутом використовують компас або пристрій GPS, коригуючи свій курс до зони приземлення з урахуванням змін швидкості та напрямку вітру. Добре підготовлена команда парашутистів тримається під час польоту з парашутом скупчено, найнижчий з них (тобто той, хто десантувався першим) встановлює курс та виступає в ролі провідника для решти команди.
Важливий внесок у початкові випробування і розробці тактики HAHO здійснив Ніш Брюс під час служби в SAS, завдяки своєму досвіду стрибків з парашутом.

## Ризик для здоров'я
Усі техніки стрибка з парашутом небезпечні, але HALO/HAHO несуть особливий ризик. На великих висотах парціальний тиск кисню в атмосфера Землі дуже низький, що може призвести до гіпоксії десантника. Швидкий підйом на літаку без вимивання достатньої кількості азоту з кровотоку та інших тканин тіла може призвести до декомпресійної хвороби. Для повного усунення ризику необхідний тривалий період попереднього дихання киснем або акліматизації на висоті.
Гіпоксія особливо небезпечна тим, що парашутист може знепритомніти і не розкрити парашут. Перед стрибком HAHO необхіден період 30–45 хвилин дихання 100 % киснем, щоб вивести азот із кровотоку. Під час стрибка парашутист використовує кисневий балон. Затримки під час перемикання з попереднього дихального апарату на кисневий балон можуть призвести до повернення азоту в кровотік стрибуна і, отже, до збільшення ймовірності декомпресійної хвороби.
Інший ризик пов'язаний із низькими температурами навколишнього середовища на великих висотах. На висоті 35 000 футів (11 000 м) десантник стикається з температурою -45 °C і може отримати обмороження. Зазвичай парашутисти HAHO одягають поліпропіленову трикотажну термобілизну та інший теплий одяг під вітрозахисним костюмом.
Ретроспективне дослідження учасників тренувань HALO виявило 141 поранення у 134 парашутистів, отримані внаслідок цих тренувань. Найпоширенішими травмами були переломи, які становили 35 % від загальної кількості травм. Розтягнення м'язів склало 34,7 % ушкоджень. Іншими чисельно значимими травмами були вивихи (9,9 %), забиття (7,8 %), а також порізи та рвані рани у 4,9 %. У статті також зазначалося, що під час проведення дослідження сталося дві смерті.

## Приклади використання
- Перший бойовий висотний стрибок відбувся під час війни у В'єтнамі 28 листопада 1970 року, коли команда MACV-SOG(інші мови) із шести чоловік десантувалася з C-130 на висоті 18 000 футів (5500 м) на території Лаосу[7].
- 14 жовтня 1990 року, коли президент Джордж Буш-старший перебував у Кемп-Девіді, 1-й загін сил спеціальних операцій «Дельта» провів навчання, в ході яких було здійснено успішне десантування HALO на Білий дім[3].
- У фільмі «Завтра не помре ніколи» стрибок HALO виконує Бі Джей Ворт, професійний каскадер, що дублював Пірса Броснана у ролі Джеймса Бонда.
- 10 листопада 2001 року невелика група військовослужбовців розвідувальної роти 75-го полку рейнджерів США здійснила таку висадку в Афганістані з метою підготовки посадкової смуги для прибуття основних сил[8].
- У 2002 році парашутисти-рятівники Повітряних сил США здійснили стрибок HALO в Афганістані, щоб дістатися до важко пораненого члена австралійської спеціальної повітряної служби[en], який опинився на мінному полі[9].
- Висотні десантування використовувалися США під час вторгнення до Іраку в 2003 році як засіб обходу ворожих систем раннього попередження.
- У 2009 році, під час порятунку капітана Річарда Філліпса[en] біля узбережжя Сомалі команда «морських котиків» США здійснила нічний стрибок HALO у море, щоб дістатися до USS «Бейнбрідж», що буксирував рятувальну шлюпку, у якій пірати тримали у заручниках Філліпса[10].
- У 2012 році «морські котики» США використали цю техніку, щоб проникнути в Сомалі та врятувати двох заручників, яких пірати утримували поблизу містечка Адоу[11].
- Том Круз став першим актором, який виконав HALO-стрибок перед камерою для фільму «Місія нездійсненна: Фолаут» 2018 року[12].